# Volmerange-lès-Boulay
Volmerange-lès-Boulay – miejscowość i gmina we Francji, w regionie Grand Est, w departamencie Mozela.
Według danych na rok 1990 gminę zamieszkiwały 392 osoby, a gęstość zaludnienia wynosiła 66 osób/km² (wśród 2335 gmin Lotaryngii Volmerange-lès-Boulay plasuje się na 669. miejscu pod względem liczby ludności, natomiast pod względem powierzchni na miejscu 926.).